# Přebor Zlínského kraje 2018/2019
V soubojích 31. ročníku Přeboru Zlínského kraje 2018/19 (jedna ze skupin 5. fotbalové ligy) se utkalo 14 týmů každý s každým dvoukolovým systémem podzim–jaro. Tento ročník začal v sobotu 11. srpna 2018 úvodními čtyřmi zápasy předehraného 2. kola a skončil v neděli 16. června 2019 závěrečným zápasem 14. kola (TJ Sokol Nevšová – TJ Skaštice 0:7).

## Nové týmy v sezoně 2018/19
- Z Divize E 2017/18 sestoupilo do Zlínského krajského přeboru mužstvo FC Elseremo Brumov.
- Ze skupin I. A třídy Zlínského kraje 2017/18 postoupila mužstva TJ Sokol Nevšová (vítěz skupiny A) a TJ Skaštice (vítěz skupiny B).

## Nejlepší střelec
Nejlepším střelcem ročníku se stal Zdeněk Konečník z TJ Skaštice, který vstřelil 47 branek ve 25 startech.

## Konečná tabulka
Bude doplněna po skončení ročníku.
| Poř. | Tým                            | Z  | V  | R     | P  | VG | OG  | B  |
| ---- | ------------------------------ | -- | -- | ----- | -- | -- | --- | -- |
| 1.   | TJ Skaštice (N)                | 26 | 21 | 0 / 0 | 5  | 99 | 31  | 63 |
| 2.   | FK Luhačovice                  | 26 | 15 | 4 / 3 | 4  | 64 | 25  | 56 |
| 3.   | FC Brumov (S)                  | 26 | 16 | 1 / 4 | 5  | 63 | 33  | 54 |
| 4.   | FC RAK Provodov                | 26 | 14 | 5 / 1 | 6  | 58 | 35  | 53 |
| 5.   | FC Velké Karlovice + Karolinka | 26 | 11 | 3 / 5 | 7  | 49 | 44  | 44 |
| 6.   | FC Morkovice                   | 26 | 11 | 4 / 1 | 10 | 68 | 59  | 42 |
| 7.   | SK Baťov 1930                  | 26 | 10 | 5 / 1 | 10 | 65 | 56  | 41 |
| 8.   | SFK ELKO Holešov               | 26 | 10 | 3 / 3 | 10 | 43 | 38  | 39 |
| 9.   | TJ Štítná nad Vláří            | 26 | 10 | 2 / 2 | 12 | 37 | 46  | 36 |
| 10.  | FK Bystřice pod Hostýnem       | 26 | 6  | 7 / 3 | 10 | 40 | 48  | 35 |
| 11.  | TJ Sokol Nevšová (N)           | 26 | 8  | 1 / 6 | 11 | 58 | 63  | 32 |
| 12.  | TJ Spartak Hluk                | 26 | 5  | 1 / 6 | 14 | 31 | 55  | 23 |
| 13.  | SK Boršice                     | 26 | 4  | 2 / 1 | 19 | 28 | 120 | 17 |
| 14.  | TJ Juřinka                     | 26 | 2  | 1 / 3 | 20 | 34 | 84  | 11 |

Poznámky:
- Z = Odehrané zápasy; V = Vítězství; R = Remízy; P = Prohry; VG = Vstřelené góly; OG = Obdržené góly; B = Body; (S) = Mužstvo sestoupivší z vyšší soutěže; (N) = Mužstvo postoupivší z nižší soutěže (nováček)
- Od ročníku 2014/15 včetně se hraje ve Zlínském kraji tímto způsobem: Pokud zápas skončí nerozhodně, kope se penaltový rozstřel. Jeho vítěz bere 2 body, poražený pak jeden bod. Za výhru po 90 minutách jsou 3 body, za prohru po 90 minutách není žádný bod.

|  | Postup do Divize E 2019/20                         |
|  | Sestup do I. A třídy Zlínského kraje sk. A 2019/20 |
|  | Sestup do I. A třídy Zlínského kraje sk. B 2019/20 |